# عبد السلام الخلوفي
عبد السلام الخلوفي (ولد سنة 1965 بطنجة) فنان وباحث موسيقي ومعد برامج مغربي يعمل بالخصوص في ميداني الموسيقى الأندلسية وفن السماع.
شارك الخلوفي في العديد من التظاهرات الفنية داخل المغرب وخارجه، كما أعد وقدم عدة برامج تلفزية حول الموسيقى منها: «شدى الألحان» و«أنغام الأطلس» و«انغام» و«الخالدات» و«روح وريحان» و«نغنيوها مغربية» و«ألحان عشقناها»، كما ساهم في إعداد برنامج اكتشاف المواهب «ستوديو دوزيم».

## حياته
ولد عبد السلام الخلوفي بمدينة طنجة سنة 1965 في أسرة فنية، إذ انه كان يرتاد الزوايا الصوفية خاصة الزاوية الحراقية والزتوية الدرقاوية، مما أكسبه اهتماما بالموسيقى الأندلسية إضافة للتراث الشعبي لشمال المغرب.
بدأ مسيرته الفنية سنة 1982 كعضو ضمن جوق المعهد الموسيقي بطنجة بقيادة الشيخ أحمد الزيتوني، قبل أن يقرر تأسيس فرقته الخاصة «ليالي النغم», وذلك سنة 1985. في نفس السنة، دخل تجربة الإعلام المكتوب وعمل كمساهم سواء ككاتب صحفي أو مراسل لمجموعة من الصحف الوطنية والعربية أو مشاركا في العمل التلفزي عبر العديد من القنوات بدء من قناة «سور» الإسبانية سنة 1990 ثم القناة الأولى فالقناة الثانية.
على المستوى الأكاديمي، يعمل عبد السلام الخلوفي أستاذا للتعليم الثانوي لمادة اللغة العربية منذ 1989 وأستاذا للتربية الموسيقية بالمركز التربوي الجهوي منذ 2009.

## عمله

### أعماله التلفزية
من بين الأعمال التلفزية التي قام بإعدادها عبد السلام الخلوفي:
- التعليق الخاص بالبرنامج الموسيقي الوثائقي «أصوات بمذاقات متوسطية» سنة 1990.
- توثيق العديد من الحصص من طرب الآلة لفائدة القناة الأولى.
- إعداد وتقديم البرنامج التراثي «ميراث» (40 حلقة) لفائدة القناة الأولى.
- المشاركة في البرمجة الفنية لبرنامج مواهب في تجويد القرآن الكريم في العديد من دوراته.
- إعداد 30 حلقة من برنامج «روح وريحان» بثتها القناة الثانية خلال رمضان 2009.

## جوائز وتشريفات
في يوليوز 2019, توج عبد السلام الخلوفي بالميدالية الذهبية للاستحقاق، التي يمنحها المجلس الوطني للموسيقى عضو المجلس الدولي الشريك الرسمي لليونسكو، وذلك في حفل افتتاح فعاليات الدورة التاسعة من المهرجان الدولي للفنون والثقافة «صيف الأوداية»، التي حملت اسم الفنان الراحل حسن ميكري.